# Lírisfelli
Lírisfelli är en ås i Färöarna (Kungariket Danmark).   Den ligger i sýslan Vága sýsla, i den centrala delen av landet, 21 km väster om huvudstaden Tórshavn. Lírisfelli ligger på ön Vágar.